# Antonio Breschi
Antonio Breschi er en irsk komponist, pianist og forfatter fra den lille by San Quirico in Collina nær Firenze. Selvom han også spiller klassisk musik er han mest kendt for sine udgivelser af New Age og verdensmusik, som han regnes for en af ophavsmændende bag.
Han kom til Irland første gang i 1976.
D. 6 april 2005 fejredes hans 30 år lange karriere med en koncert i National Concert Hall i Dublin. Her optrådte Ronnie Drew, Barney McKenna og John Sheahan fra The Dubliners. Ligeledes optrådte flamencoguitraristen Juan Martin samt Máirtín O’Connor, Joe McHugh og flere andre.

## Diskografi[3][4]
- 1981 Irish meet the blues
- 1982 Ide to Ireland
- 1984 Mezulari
- 1986 Irish Meditations
- 1988 Al Kamar
- 1991 Orekan
- 1995 Irish airs
- 1995 Songs of the North
- 1997 Toscana
- 1997 At the Edge of the Night
- 1998 My Irish Portrait
- 1999 Donostia
- 2000 Nomadic Piano
- 2002 When Bach was an Irish Man
- 2004 Punta Umbría
- 2004 Singing Shores
- 2004 Zeharbidetan
- 2006 The Mushroom Suite
- 2007 From Dublin to Bilbao – Antoni O’ & Ronnie Drew – Komplet samling af samarbejdet med Ronnie Drew[2]
- 2008 On the Irish Side of blues street
- 2009 Nomadic Aura